# Annette Handley Chandler
Annette Handley Chandler (geboren vor 1985) ist eine Filmproduzentin, Autorin und Verfasserin von Drehbüchern.

## Leben und Karriere
Bevor sie eine Filmproduzentin wurde, war Annette Handley Chandler eine Literaturagentin, bis sie schließlich beschloss, umzusteigen. Als Filmproduzentin hat sie Filme für Paramount Pictures, Disney, PBS, ABC und CBS produziert. Sie war auch als Programmiererin bei der ABC tätig und überwachte und produzierte dort 20 Filme in vier Jahren. Dabei hat sie mit Drehbuchschreibern zusammengearbeitet.
Sie ist ein Mitglied der WGA West und lehrt Drehbuchschreiben an der UCLA, Pepperdine University und bei der NYU Tisch.

## Filmografie
- 1985: Flug in die Vergangenheit
- 1994: André – Die kleine Robbe
- 1995: Tatort Schlafzimmer (Dangerous Intentions; Fernsehfilm)
- 2002: Ansel Adams: A Documentary Film
- 2002: American Experience

## Auszeichnungen
- 1987: CableACE Awards (1 Nominierung)
- 2003: Emmy Awards (1 Preis und 1 Nominierung)